# Erdbeben von Avezzano 1915
Das Erdbeben von Avezzano war ein starkes Erdbeben am frühen Mittwochmorgen des 13. Januar 1915 in der mittelitalienischen Bergregion der Abruzzen. Obwohl die Erschütterungen mit der Magnitude 7,0 nur wenige Sekunden andauerten, verursachten sie in der Region eine schwere Katastrophe. Die Stadt Avezzano, das Epizentrum des Bebens, wurde am härtesten getroffen. In Avezzano wurden von den damals gezählten 13.000 Einwohnern bis zu 11.000 Menschen getötet. In der Umgebung von Avezzano starben durch die Auswirkungen des Erdbebens insgesamt über 30.000 Menschen; über 15 Dörfer in den Abruzzen wurden vollständig zerstört.
Selbst in Rom verursachte das Beben einzelne Schäden.
Da die Straßen in die Region größtenteils in Mitleidenschaft gezogen wurden, erwiesen sich die Hilfsmaßnahmen als äußerst schwierig.
König Viktor Emanuel III. stiftete am 8. August 1915 per Dekret für Verdienste nach dem Erdbeben die Verdienstmedaille für das Erdbeben von Avezzano, die in drei Klassen verliehen wurde.

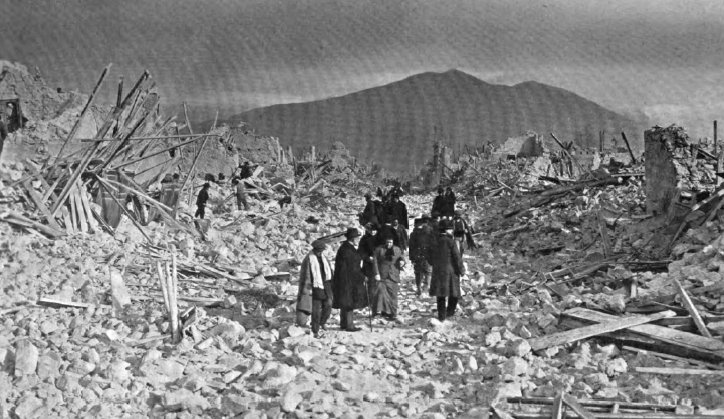
Die Via Napoli in Avezzano nach dem Erdbeben
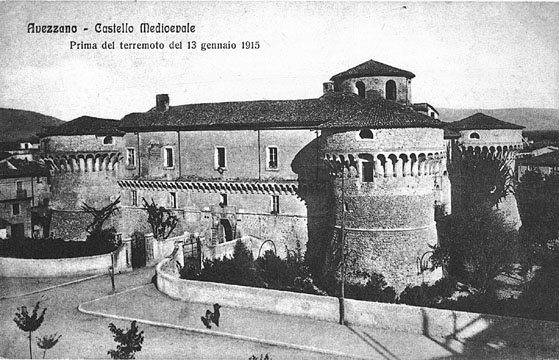
Castello Orsini-Colonna in Avezzano vor dem Erdbeben
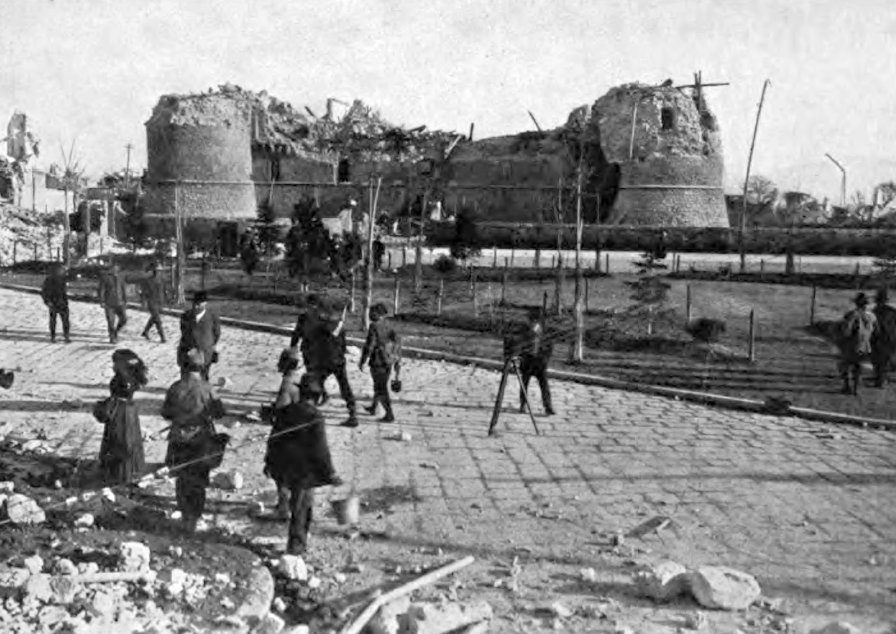
Ruine der Burg nach dem Erdbeben, 1915
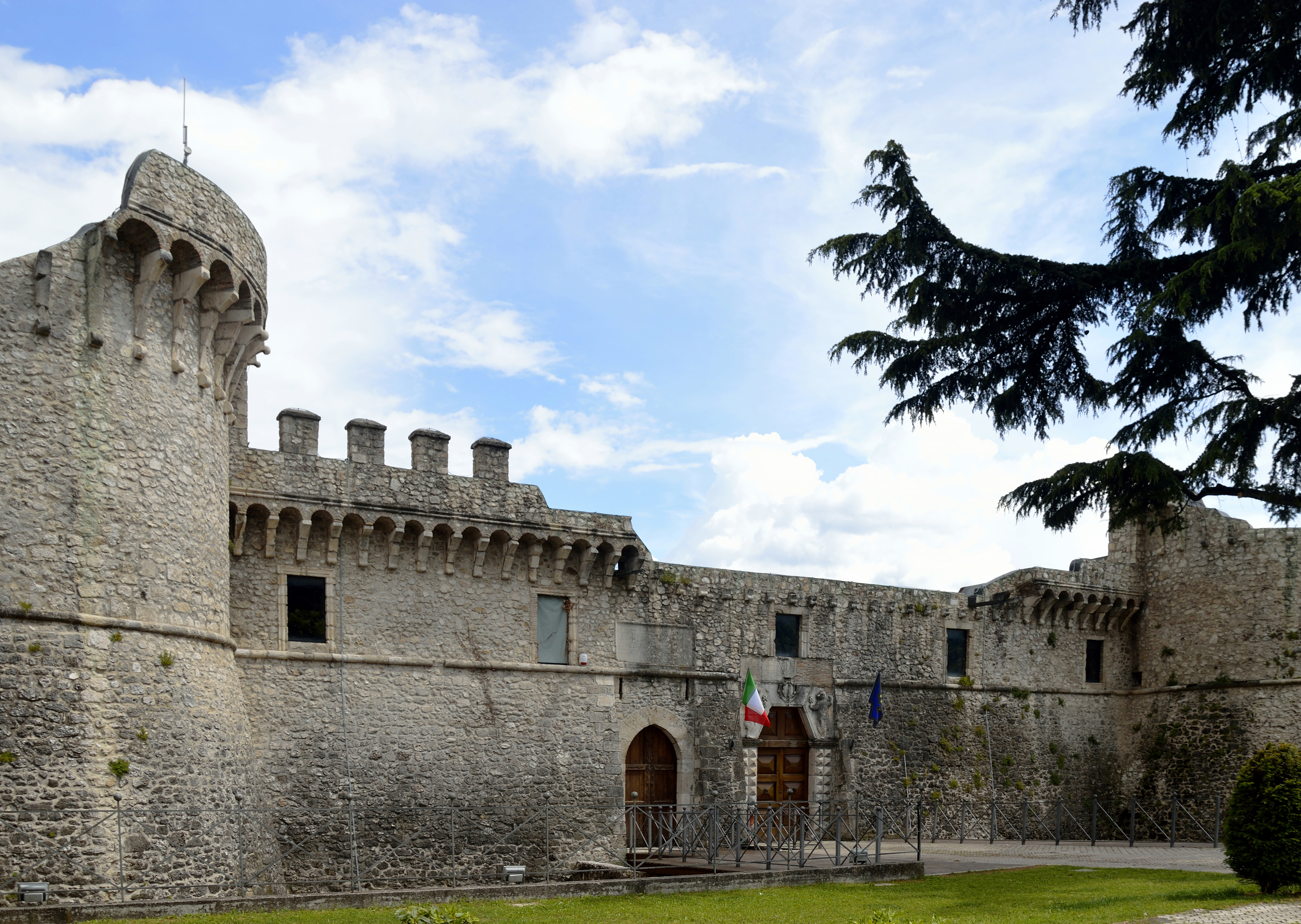
Castello Orsini-Colonna in Avezzano, 2015
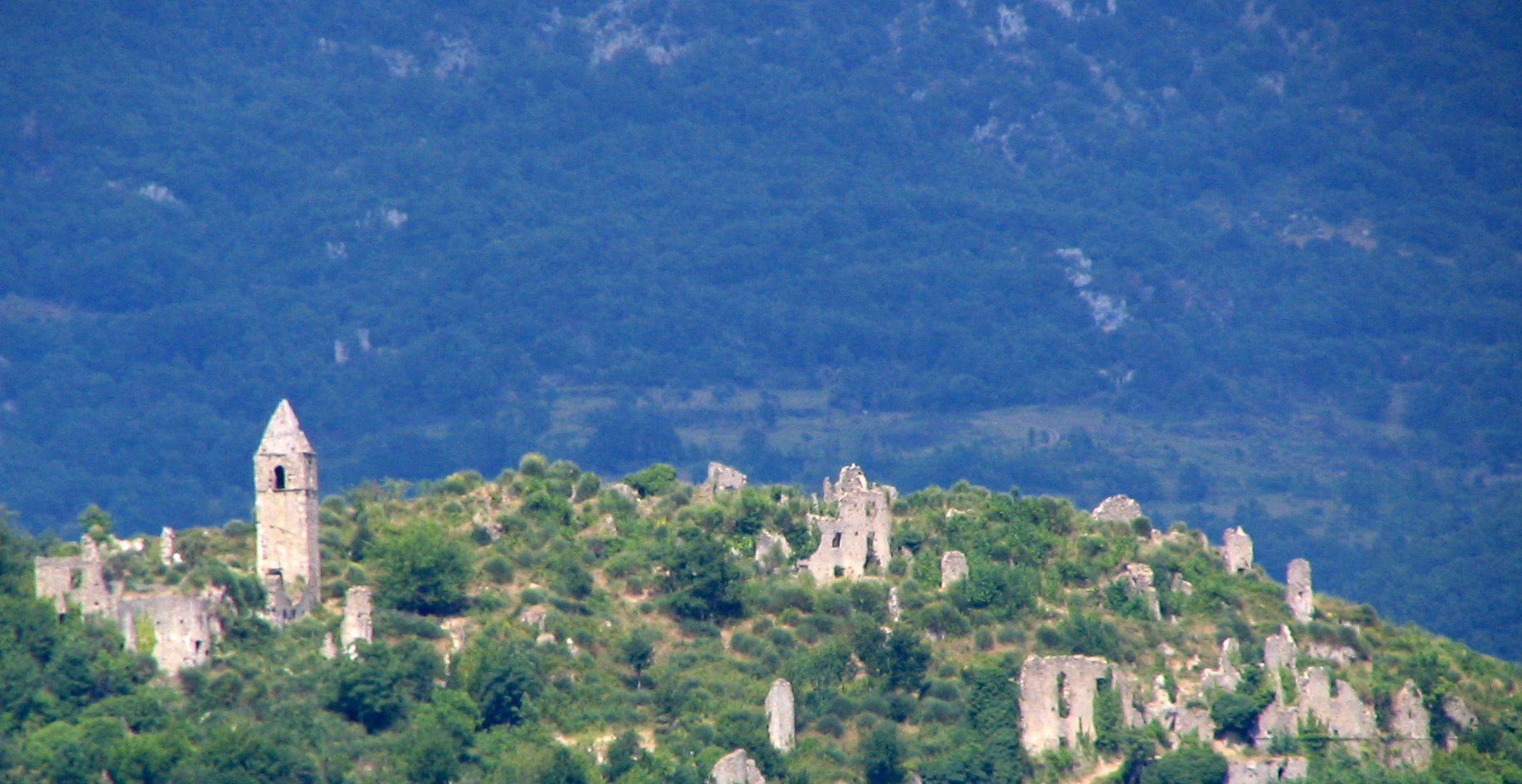
Morino 21 km von Avezzano, Morino Vecchio, 2005